# 哈伯精選計畫
哈伯精選計畫（Hubble Heritage Project)，或稱為哈伯滄海遺珠計畫，是由一群天文學家在1998年開啟的，這個團隊幾乎每個月都釋放出一張哈伯拍攝的天體圖片，像是行星、恆星、星系和星系團等等。
這一群天文學家和影像處理專家從哈伯太空望遠鏡通常只在內部共用的圖片篩選出來公布在公眾資料庫。因為大部分的圖片都是提供給科學家研究用的，因此在曝光時通常缺乏完整系列的顏色。哈伯太空望遠鏡會提供少許的時間給這個群體為這些影像填補不足的顏色。
這個計畫被確認已經為天文學產生最美觀的圖像，足以引起一般人注意，並為公共靈感做出貢獻。這個團隊的成就包括因為促進公眾對天文的認識和欣賞獲得太平洋天文協會2003年的Klumpke-Roberts獎。在2002年，兩張精選的圖像獲選於羅切斯特理工學院來自太空的影像巡迴展的展出。英國和美國的郵政單位也多次選用這些圖片印製郵票。在2000年，美國發行的愛德溫·哈伯五張一組的紀念郵票，其中的環狀星雲就選自此計畫中。
網路上的專案網站有大量有關美國國家航空暨太空總署/歐洲太空總署的哈伯太空望遠鏡資訊，包括哈伯曾經拍攝的一些有趣的影像，以及哈伯太空望遠鏡未來的展望。而這個網站上的圖像是哈伯拍攝的最值得注意，並且為了向大眾公開特別補足了顏色。它們有各種不同的格式，包括可以做為電腦螢幕背景的格式。

## 外部連結
- 哈伯精選計畫
- NASA/ESA的哈伯太空望遠鏡在歐洲的網站（页面存档备份，存于）
- Space Telescope European Coordinating Facility（页面存档备份，存于）
- 歐洲太空總署（页面存档备份，存于）